# Dorylus buyssoni
Dorylus buyssoni é uma espécie de formiga do gênero Dorylus.